# Mouzaïa (Boukhelifa)
Mouzaïa est un village situé dans la commune de Boukhelifa, dans la Wilaya de Béjaïa, en Algérie.

## Géographie
Le village est composé de plusieurs hameaux dont : Idjahinen, Tala Oudrar, Iboulaouadene et Imadouran.

## Histoire
Le village de Mouzaïa est situé dans le douar (âarch) Ath Slimane. Ce village a payé un lourd tribut pour la libération de l'Algérie du joug colonial français. De nombreux martyrs originaire de ce village ont participé au Congrès de la Soummam.